# Bambini di Selvino
I bambini di Selvino sono stati un gruppo di «circa 800 bambini e adolescenti ebrei», molti dei quali rimasti orfani e sopravvissuti alla seconda guerra mondiale e ai campi di sterminio nazisti, che tra il 1945 e il 1948 furono ospitati a Selvino sulle prealpi bergamasche della Val Seriana.
Provenienti «da tutta Europa: dai campi, dalle foreste, dai monasteri e da altri luoghi in cui si erano nascosti», furono ospitati in un  «edificio, noto come "Sciesopoli" (dall'unione di Sciesa e tendopoli) che durante la guerra era stato una struttura ricreativa per giovani fascisti italiani».

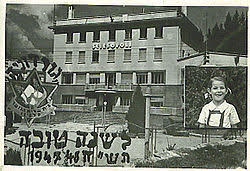
Sciesopoli la casa dei Bambini di Selvino, il nuovo anno 1948

## Storia

### Lo scopo
(Il racconto di Shmuel Shilo, un sedicenne ospite nella colonia di Sciesopoli di Selvino, raccolto da Yad Vashem.)

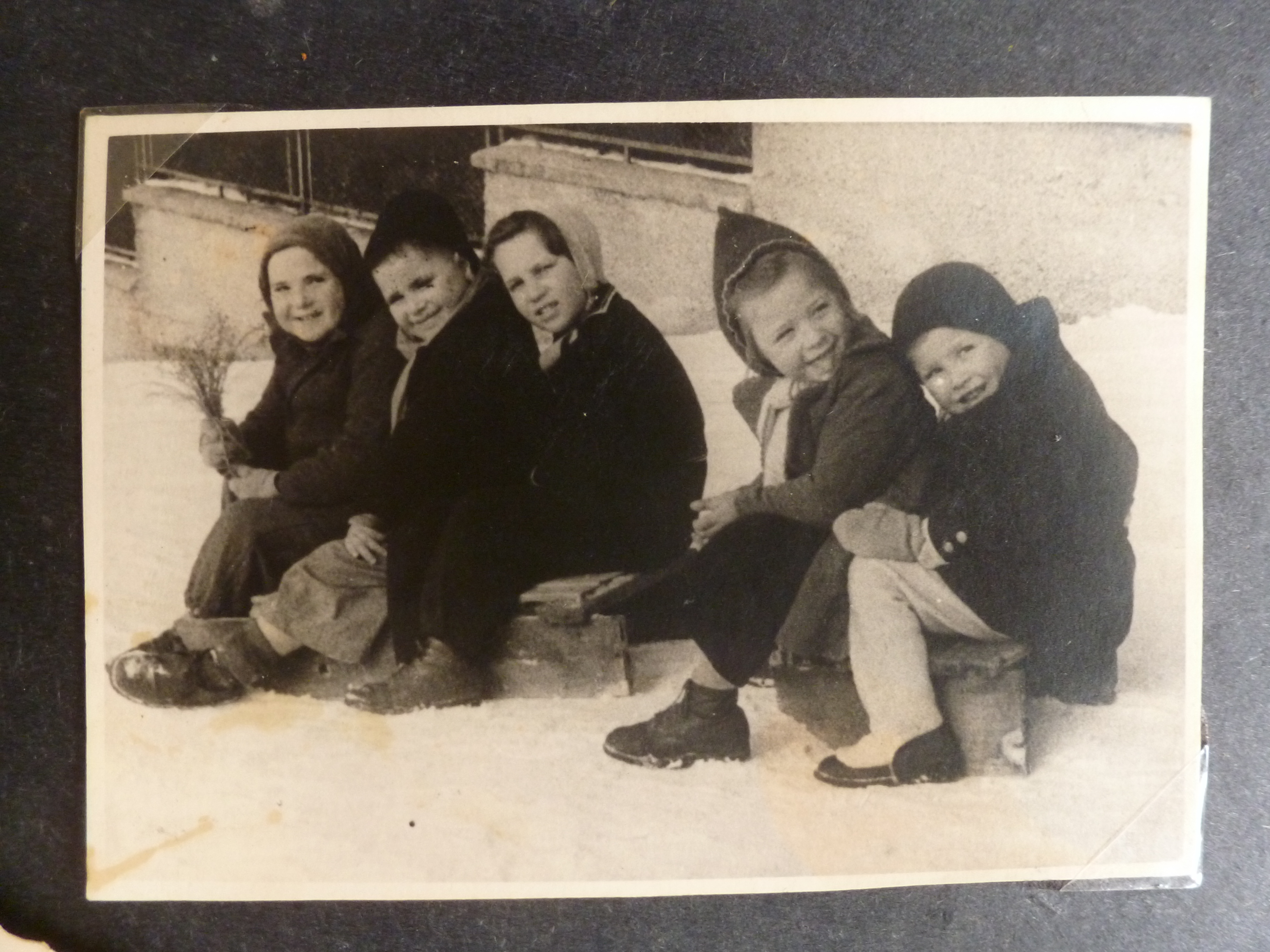
Alcuni dei bambini ospiti, tranquilli e sorridenti

Lo scopo prestabilito per lo spostamento a Selvino di bambini e adolescenti ebrei provenienti da diversi paesi europei, soprattutto da quelli dell'Europa orientale, fu quello di "ricostruire" la loro identità ebraica persa, se non compromessa, dalle sofferenze della guerra ma soprattutto, dalla crudele e traumatica persecuzione razziale perpetuata nei loro confronti dai nazisti. Un luogo dove potevano ritrovare l'infanzia e la giovinezza perduta in modo da recuperare fisicamente, mentalmente e spiritualmente prima di affrontare il viaggio verso Israele.

### Identificazione del luogo
Da luglio a settembre 1945 alcuni dei bambini orfani furono portati a Piazzatorre nel bergamasco, nella colonia dell'Opera Bergamasca. Poi Luigi Gorini e la moglie Annamaria Torriani suggerirono al presidente della rinata comunità ebraica milanese Raffaele Cantoni e alla sua collaboratrice Matilde Cassin una ex-colonia fascista, la Casa Alpina "Sciesopoli", che sorgeva a Selvino nel bergamasco, a circa 80 km da Milano, e che da tre anni era gestita dalle suore zelatrici del Sacro Cuore di Milano come colonia "Bambini gracili". La colonia era stata inaugurata l'11 giugno 1933, su progetto dell'architetto Paolo Vietti-Violi e del suo collaboratore ungherese András Benkő, come un "palazzo dello sport", una colonia per i balilla e le Piccole italiane. Il complesso era stato intitolato all'eroe risorgimentale Amatore Sciesa e dedicato agli squadristi Cesare Melloni ed Emilio Tonoli (uccisi il 4 agosto 1922 in un assalto al giornale socialista Avanti!!), per essere la colonia "modello" delle vacanze estive dei figli della borghesia fascista milanese. Era "la colonia più bella d'Europa", secondo la propaganda fascista: piscina riscaldata, diciassettemila metri quadri di parco, sala cinema, dormitori ampi e confortevoli.
Il 21 settembre del 1945, la colonia di Sciesopoli venne ufficialmente affidata dal Governo Alleato, su interessamento di Ferruccio Parri e del sindaco di Milano Antonio Greppi, alla comunità ebraica milanese e da essa alla Brigata ebraica. La casa, che i bambini chiamavano "il castello di Mussolini", fu diretta da Moshe Zeiri, nato il 15 giugno 1914 a Kopyczynce in Galizia, allora in Polonia, e morto il 26 dicembre 1987 a Giv'atayim in Israele. Moshe era un soldato della Brigata ebraica, che applicò un originale metodo pedagogico mutuato da quello di Janusz Korczak. Insieme a sua moglie Yehudit e con l'aiuto dei suoi collaboratori (Reuven Donat, Eugenia Cohen, Reuven Cohen-Raz, la dottoressa Pessia Kissin, il dottor Aharon Peretz, il dentista Jitzschak Krol, l'ingegnere elettrotecnico Teddy Beeri che aveva collaborato con i partigiani delle Fiamme Verdi), Moshe seppe trasformare la colonia in una struttura accogliente e funzionale per le centinaia di bambini ebrei, moltissimi orfani, sopravvissuti ai ghetti e ai campi di concentramento o vissuti per strada e nascosti nelle foreste.

### L'organizzazione da kibbutz

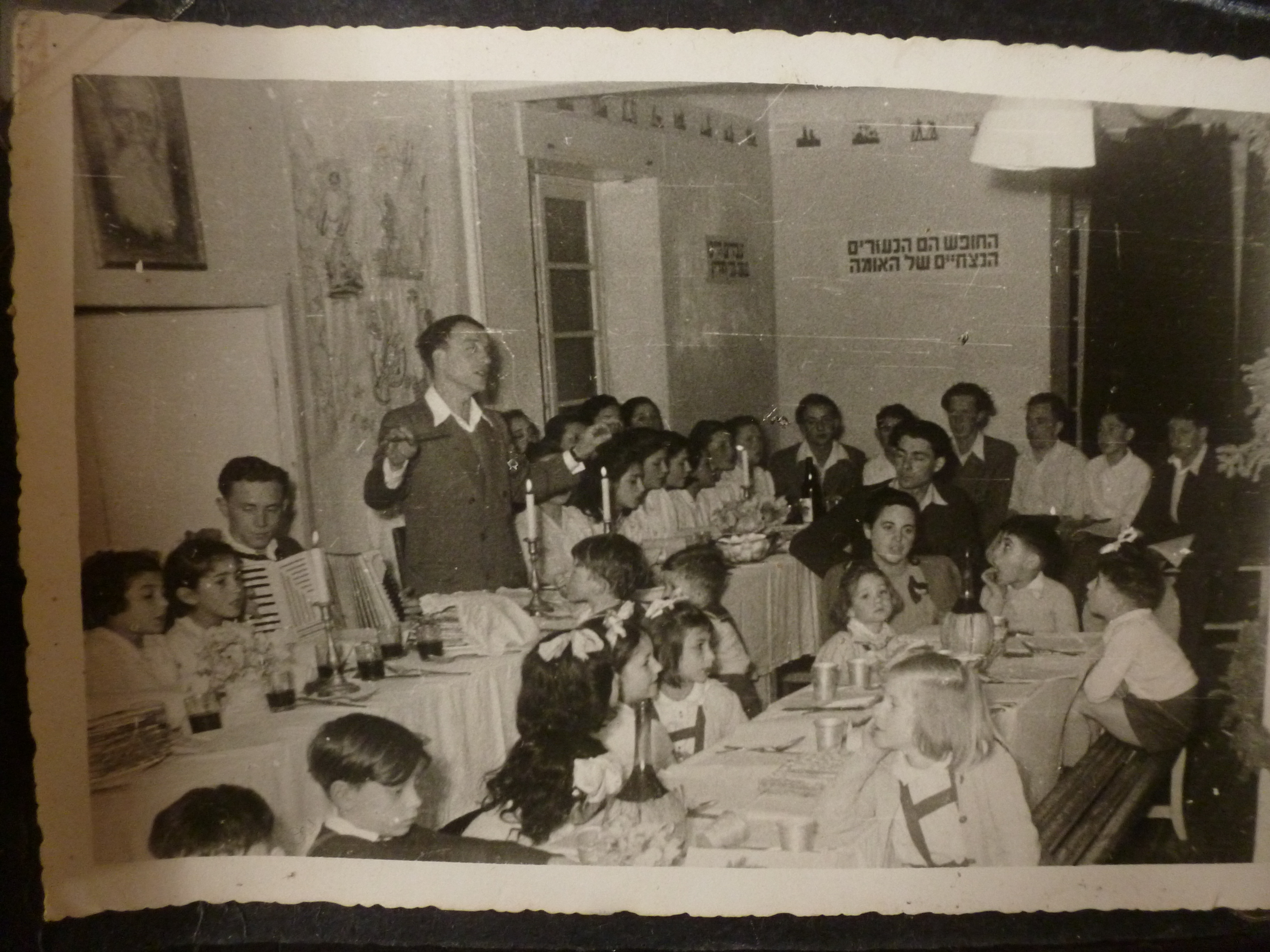
Vigilia di Pasqua (Pesach) nella casa dei Bambini di Selvino

La colonia funzionò come un kibbutz formativo e organizzò per quei giovani il ritorno in Palestina. La mattina si apprendeva un mestiere: calzolaio, falegname, sarto. Il pomeriggio c'era spazio per la scuola e per il gioco. Oltre ad imparare l'ebraico come lingua comune, i ragazzi dovevano essere (ri)educati alla tradizione e alla cultura ebraiche, in preparazione per il loro successivo trasferimento in Israele.
Queste erano le sette regole della vita dei bambini ebrei che vivevano nella casa di Selvino: 
1. Autosufficienza, tutto il lavoro della casa deve essere svolto in collaborazione tra bambini e insegnanti
2. Responsabilità condivisa
3. Proprietà comune
4. Tutti gli adulti devono condividere il lavoro con i bambini
5. Ebraico come lingua della casa
6. Nessuna memoria del passato
7. Importanza degli studi

### La formazione professionale
La formazione professionale fu gestita dall'ORT ("Organization for Rehabilitation through Training", organizzazione ebraica internazionale specializzata nella formazione professionale) che istituì corsi di formazione per fabbri e per falegnami e una unità di sartoria per le ragazze, con un totale di cinquantotto tirocinanti a metà 1947.
Per quanto la colonia vivesse un'esistenza autosufficiente, i rapporti con la popolazione locale furono sempre improntati a grande rispetto e cordialità. Di tanto in tanto si organizzavano delle partite di calcio tra i ragazzi ebrei e quelli italiani, e talora i cancelli si aprivano agli abitanti del villaggio per un invito a pranzo, molto gradito in quegli anni per tutti difficili.
Alla colonia passarono il poeta yiddish Mordechai Lifschitz e il pittore Abba Fenichel. Per due anni soggiornò anche il noto direttore d'orchestra Gary Bertini, allora giovane studente di musica, già residente con i genitori in Palestina e inviato in Italia per l'alyat hano'ar (l'immigrazione illegale in Palestina dei sopravvissuti) che poté studiare al conservatorio di Milano. Così egli ricorda la sua esperienza:
La maggior parte dei ragazzi della colonia raggiunsero a gruppi la Palestina, spesso al termine di lunghi e avventurosi viaggi per nave. Molti furono accolti nei kibbutz di Avuka, Chanita, Kfar Hamaccabi, Kfar Ruppin, Kvutzat Schiller, Mishmar Hasharon, Mizra, Ramat David. Alcuni di loro poi fondarono i kibbutz di Rosh Hanikrà a nord in Galilea e di Tze'elim nel deserto del Negev. L'esperienza della "Casa dei Bambini di Selvino" si concluse nel 1948 con la liberalizzazione dell'emigrazione ebraica nel nuovo stato di Israele e l'esaurirsi del flusso dei profughi.

## La memoria

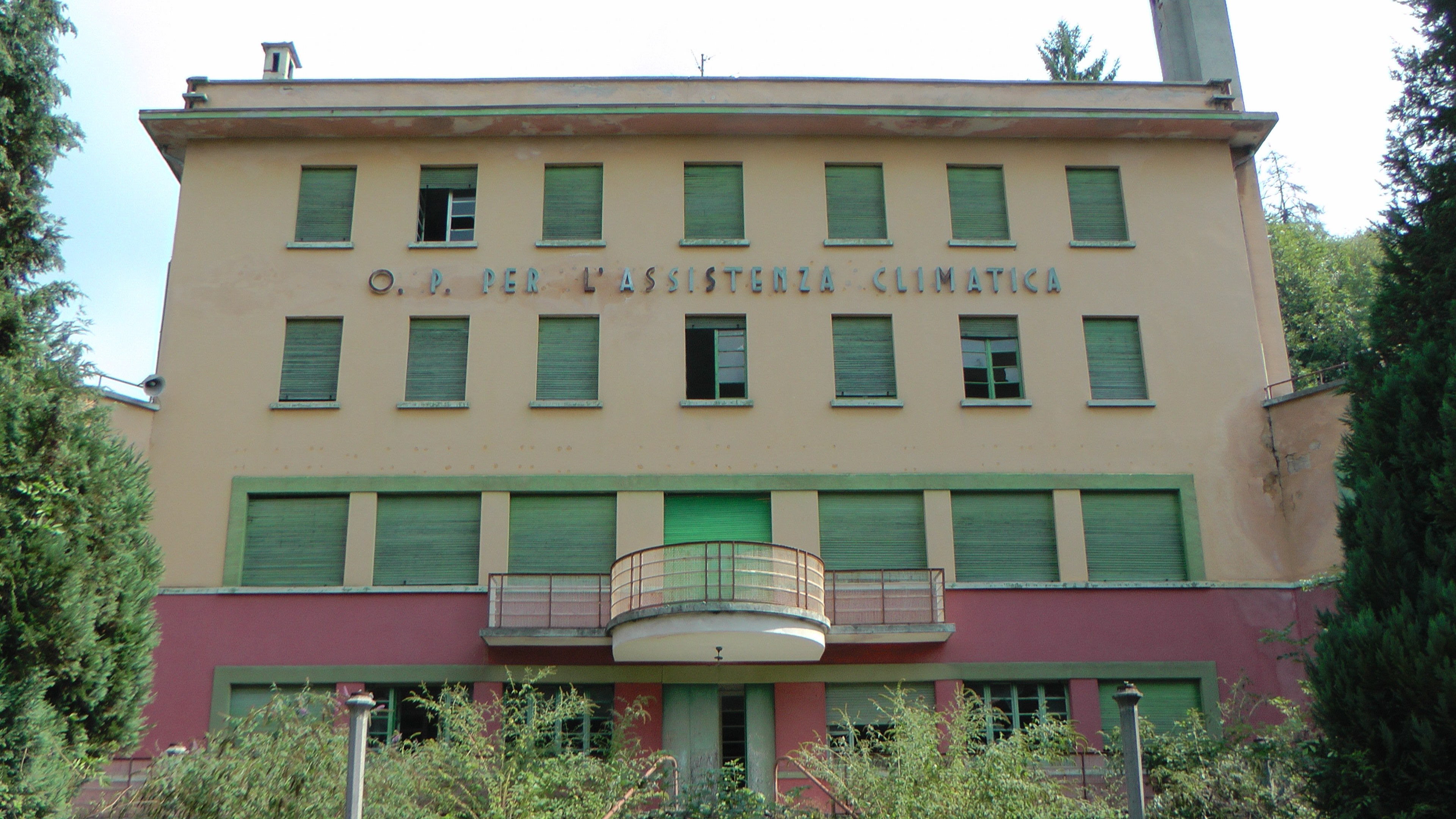
L'edificio della colonia, oggi in disuso

Dopo il 1948, la colonia continuò ad essere usata dal Comune di Milano come sanatorio per bambini bisognosi e malati, ed una scuola fu aperta per loro, ma gradualmente l'istituto ebbe un declino, cambiò modalità educative, e infine l'edificio fu messo in vendita.
Nel 1983 un gruppo di 66 ebrei residenti in Israele, alcuni nel kibbutz Tze'elim, altri dagli Usa, fecero ritorno a Selvino per una visita alla Casa che li aveva ospitati, accolti calorosamente dal sindaco Vinicio Grigis e dalla popolazione locale. Una targa di metallo fu apposta ai muri di “Sciesopoli”:
Si posero allora le basi per il gemellaggio tra la città di Selvino e il kibbutz Tze'elim che fu ufficializzato nel 1996 e confermato nel 2016 con un incontro tra la comunità di Eskol in Israele e il comune di Selvino. Nel settembre 2015 alcuni dei bambini di Selvino (con figli e nipoti) sono ancora una volta tornati a Sciesopoli, in occasione di un convegno a loro dedicato.
L'edificio della colonia è oggi in stato di completo abbandono. Negli anni Novanta del sec. XX, Sciesopoli fu ceduto all'asta a un'immobiliare che voleva farne un albergo, ma il progetto è fallito. Il 19 novembre 2015, su proposta della Soprintendenza Belle Arti e Paesaggio della Lombardia, il Segretariato Regionale per il Patrimonio Culturale del Mibact (Ministero per i beni e le attività culturali) ha dichiarato l'edificio di notevole interesse storico e architettonico. Nel 2016 si è costituita un'associazione israeliana no profit di ex Bambini di Selvino e dei loro famigliari: "Children of Selvino", con legami internazionali, per opporsi ad ogni progetto di demolizione di Sciesopoli e per preservare il sito come luogo di memoria della Shoah, luogo di accoglienza, di speranza e di ritorno alla vita, dopo la tragedia e l'orrore dei campi di sterminio.
Il 27 ottobre 2019 il Comune di Selvino ha inaugurato il museo della Casa dei Bambini di Selvino, a memoria dei bambini che sopravvissero alla guerra e alla Shoah. Nei giorni felici, ma non facili, trascorsi a Selvino, essi ritrovarono il sorriso e la speranza di una nuova vita, nonostante le inguaribili ferite dei ghetti rasi al suolo, delle fughe, delle fucilazioni di massa, delle deportazioni e delle camere a gas, che hanno contrassegnato la loro vita e la storia del Novecento nella pianificazione scientifica di un genocidio terribile.

## Videografia e audiografia
- Cinegiornale Luce, Inaugurazione del primo padiglione Sciesopoli, colonia alpina per i bimbi del popolo a Selvino., R.C.A. Photophone, giugno 1933. Durata 1:35 minuti, b/n con sonoro.

- Riccardo Schwamenthal, Registrazione audio (MP3), su sciesopoli.com, 18 novembre 1989. Testimonianza di alcuni abitanti di Selvino: Teresa Bertocchi (custode dagli anni Sessanta per 22 anni della colonia), Battista Ghilardi e Andrea Cortinovis (il parrucchiere). Durata 9:06 minuti.

- Leah Ben-Dov – Spivak, La storia di una casa: i bambini di Selvino, 24 marzo 1992. Incontro al kibbutz Tel Yitzhak di ex «bambini di Selvino».

- Ya’akov Hollander, Ballata per Moshe Zeiri, 2007. Cantata dagli allievi della Scuola di Recitazione Beit Zvi di Ramat Gan.

- Vera Paggi, Naftali Burstein a Sciesopoli, 2011. Documentario che narra la storia di Naftali Burstein, un Bambino di Selvino.
- Miriam Bisk, Il diario di Lola. La fuga dei miei genitori dalla Polonia alla Palestina, 2012. Viaggio di Miriam Bisk sulle orme dei suoi genitori, Lola e Salek Najman, profughi polacchi ebrei e poi «bambini di Selvino».

- Zvika Nevo, La storia di Shmulik Shilo, un Bambino di Selvino, Università ebraica di Gerusalemme, 2013. (registrato nel 2011).

- Erico Grisanti, Sciesopoli, il ritorno alla vita, XTV Productions, 2014. Documentario[13]

- La testimonianza video di Yehudith Kleinman, Sciesopoli Selvino, Istoreco, Viaggiodellamemoria, 2018.

- Francesca Muci, La casa dei bambini, Camelot 2014 in associazione con Istituto Luce Cinecittà, 2017. Film documentario[14]